# Eurhynchiella decurrens
Eurhynchiella decurrens är en bladmossart som beskrevs av Potier de la Varde 1940. Eurhynchiella decurrens ingår i släktet Eurhynchiella och familjen Brachytheciaceae. Inga underarter finns listade i Catalogue of Life.